# Ectophasia agrestis
Ectophasia agrestis är en tvåvingeart som först beskrevs av Robineau-desvoidy 1830.  Ectophasia agrestis ingår i släktet Ectophasia och familjen parasitflugor.
Artens utbredningsområde är Frankrike. Inga underarter finns listade i Catalogue of Life.